# Ich muss schreien und habe keinen Mund
Ich muss schreien und habe keinen Mund (Originaltitel englisch I Have No Mouth, and I Must Scream) ist eine postapokalyptische Kurzgeschichte des amerikanischen Schriftstellers Harlan Ellison. Sie wurde erstmals in der Märzausgabe 1967 von IF: Worlds of Science Fiction veröffentlicht.
Die Geschichte spielt vor dem Hintergrund des Dritten Weltkriegs, in dem ein empfindungsfähiger Supercomputer namens AM – entstanden aus der Verschmelzung der großen Verteidigungscomputer der Welt die Menschheit bis auf fünf Individuen auslöscht. Diese Überlebenden – Benny, Gorrister, Nimdok, Ted und Ellen – werden von AM am Leben gehalten, um als Vergeltung an seinen Schöpfern, den Menschen, endlose Folter zu erleiden. Die Handlung wird aus der Perspektive von Ted, dem Erzähler, geschildert und beschreibt ihr ewiges Leid sowie ihre verzweifelte Suche nach Nahrungsmitteln in AMs riesigem unterirdischem Komplex, die jedoch nur zu weiterem Elend führt.
Ellisons Erzählung wurde nach der Einreichung kaum verändert und behandelt Themen wie den Technologie-Missbrauch, menschliche Widerstandsfähigkeit und existenziellen Horror. „Ich muss schreien und habe keinen Mund“ wurde in verschiedene Medien adaptiert, darunter ein 1995 veröffentlichtes Computerspiel, das Ellison mitverfasste, eine Comic-Adaption, ein Hörbuch, das von Ellison selbst gelesen wurde, sowie ein Hörspiel von BBC Radio 4, in dem Ellison die Rolle von AM sprach. Die Geschichte wird für ihre kritische Auseinandersetzung mit den potenziellen Gefahren künstlicher Intelligenz und der menschlichen Existenz hoch geschätzt. Besonders bemerkenswert ist Ellisons innovativer Einsatz von Lochstreifen als narrative Übergänge, die das Bewusstsein von AM verkörpern und dessen philosophische Überlegungen zur Existenz unterstreichen.
Die Geschichte gewann 1968 den Hugo Award. Der Titel wurde auch für eine Kurzgeschichtensammlung von Ellisons Werken verwendet, die diese Geschichte enthält. Sie wurde von der Library of America neu aufgelegt und ist im zweiten Band von American Fantastic Tales enthalten.